# 1115年
| 千纪： | 2千纪 |
| 世纪： | 11世纪 \| 12世纪 \| 13世纪                                                                                       |
| 年代： | 1080年代 \| 1090年代 \| 1100年代 \| 1110年代 \| 1120年代 \| 1130年代 \| 1140年代                                 |
| 年份： | 1110年 \| 1111年 \| 1112年 \| 1113年 \| 1114年 \| 1115年 \| 1116年 \| 1117年 \| 1118年 \| 1119年 \| 1120年       |
| 纪年： | 乙未年（羊年）；辽天庆五年；北宋政和五年；西夏雍寧二年；金收國元年；大理文治六年；越南會祥大慶六年；日本永久三年 |

## 大事记
- 亚洲
  - 1月28日——完颜阿骨打建立金朝，年號收國，改名完顏旻。
  - 七月，完颜阿骨打建立皇帝和少數高級貴族共議國事的勃極烈制度
  - 八月，耶律章奴在上京臨潢府叛亂，雖然這場叛亂很快就被平定，但是這場叛亂分裂了遼國內部。
  - 耶律大石中進士入翰林。
  - 9月14日——十字軍安條克公國與埃德薩伯國針對塞爾柱帝國發起薩明之戰並獲勝，保證了十字軍對安條克城的掌控。
- 欧洲
  - 斯蒂芬成为莫泰坦伯爵
  - 洛泰尔二世在威尔福索斯战役（Battle of Welfesholz）中领军击退亨利五世的军队，巩固了他的地位。

## 逝世
- 耶律章奴，遼朝末年反遼將領，耶律查剌的兒子。